# Lyngenfjorden
Lyngen, Lyngenfjorden eller Lyngsfjorden, nordsamisk: Ivgovuotna) er en 121 km lang nord-sydgående fjord i Troms og Finnmark fylke i Norge. Fjorden danner kommunegrænse mellem Lyngen i vest og Skjervøy, Nordreisa, Kåfjord og Storfjord i øst. Fjorden er den længste i Troms og strækker sig 121 km sydover langs østsiden af Lyngsalperne til Hatteng i bunden af Storfjorden i Lyngen. Fjorden har givet navn til Lyngen kommune.
Fjorden har indløb mellem Sotneset på Arnøy i nord og Nordklubben i syd. Vest for Nordklubben går Ullsfjorden sydover. På østsiden af den ydre del af Lyngen ligger øerne Vorterøya og Utøya, og i denne ydre del er der enkelste bosættelser ved fjorden. Fra Spåknes og langs hele den østlige side af fjorden går E6. Ved Spåknes ligger landsbyen Djupvik og lidt længere mod syd Nordmannvik. Ved landsbyen Olderdalen går fjordarmen Kåfjorden mod sydøst til Birtavarre.
Skibotn er landsby i Skibotnbukta på østsiden af Lyngen. Herfra og ind til bunden kaldes fjorden Storfjorden. Storfjorden strækker sig 17 km mod syd til Hatteng. Fra bunden af fjorden er der kun omkring 20 km langs Balsfjordeidet mod sydvest til Nordkjosbotn inderst i Balsfjorden.

## Side- og delfjorde
- Kåfjorden (Gáivuotna)
- Skibotnbukta
- Storfjorden

- Wikimedia Commons har flere filer relateret til Lyngenfjorden